# Constanze Weinig
Constanze Weinig (* 1971) ist eine deutsche Schauspielerin. 

## Leben
Sie studierte von 1991 bis 1994 an der Schauspielschule Bühnenstudio der Darstellenden Künste Hamburg unter Leitung von Doris Kirchner und war danach am Ernst Deutsch Theater Hamburg, am Theater der Keller (Köln), am Schauspiel Erfurt, an den Städtischen Bühnen Münster, am Stadttheater Würzburg und am Grillo-Theater in Essen engagiert. Sie spielte unter anderem die Mina in Vampyr nach Bram Stoker, Anna Freud in Der Besucher von Éric-Emmanuel Schmitt, Hauke Haien in Theodor Storms Der Schimmelreiter, Oi in Mercedes von Thomas Brasch, Erna in Kasimir und Karoline von Ödön von Horváth. In Sams und Ronja Räubertochter spielte sie die Titelrollen. Seit der Spielzeit 2004/2005 gehört sie dem Ensemble des Theaters Baden-Baden an.
Constanze Weinig ist außerdem in Film und Fernsehen aktiv. Seit 2004 erhielt sie wiederholt Nebenrollen in Fernsehfilmen des Baden-Badener SWR, darunter Wiedersehen mit einem Fremden von Niki Stein und mehrere Folgen der Reihen Tatort und Bloch.

## Filmografie (Auswahl)
- 2006: Tatort – Gebrochene Herzen
- 2006: Tatort – Unter Kontrolle
- 2007: Die Entführung
- 2009: Tatort – Vermisst
- 2009: Tatort – Tödlicher Einsatz
- 2010: Wiedersehen mit einem Fremden
- 2010: Bloch – Die Geisel
- 2011: Tatort – Das erste Opfer
- 2011: Tatort – Tödliche Häppchen
- 2011: Bloch – Heißkalte Seele
- 2011: Tatort – Das schwarze Haus
- 2012: Tatort – Tödliche Häppchen
- 2013: Der Vollgasmann
- 2014: In gefährlicher Nähe
- seit 2014: Die Fallers – Die SWR Schwarzwaldserie
- 2015: Tatort – Château Mort
- 2016: Emma nach Mitternacht – Frau Hölle
- 2020: Und morgen die ganze Welt
- 2024: Wer ohne Schuld ist